# Jean Washer
Jean Marie Octave Constant Washer (* 22. August 1894 in Antwerpen; † 23. März, 1972 in Genf, Schweiz) war ein belgischer Tennisspieler.

## Karriere
Washers erste bekannte Turnierteilnahme war 1912 in Ostende. Seine bedeutendsten Erfolge erzielte er aber Anfang der 1920er Jahre. Bei den Hartplatz-Weltmeisterschaften, einem Vorläufer der heutigen French Open erreichte er 1921 das Finale, in dem er US-Amerikaner Bill Tilden in drei Sätzen unterlag. Der Finaleinzug galt als große Überraschung. Washer hatte eine günstige Auslosung und war ohne viel internationale Erfahrung in das Turnier gestartet. Seine körperliche Robustheit wurde mit der eines Rubgy-Spielers verglichen. Zwei Jahre später stand er erneut im Finale, verlor aber erneut, diesmal in fünf Sätzen gegen Bill Johnston.
Bei den Vorläufern der Grand-Slam-Turniere spielte Washer nicht sehr häufig. Bei den French Open 1925 besiegte Washer im Viertelfinale den Franzosen Henri Cochet, bevor er im Halbfinale gegen Jean Borotra ausschied. Beide Spieler gehörte zu den sogenannten Vier Musketieren. Im darauffolgenden Jahr verlor er in einer Neuauflage dem späteren Turniersieger Henri Cochet. Sein bestes Ergebnis in Wimbledon erzielte er 1924 mit dem Einzug ins Viertelfinale. Dort scheiterte er mit René Lacoste an einem weiteren Mitglied der Musketiere. Bereits im Vorjahr hatte er das All-England Plate, ein Trostturnier für in den ersten beiden Runden ausgeschiedene Spieler für sich entschieden. An den US Open nahm er einzig im Jahr 1927 teil, als er in der dritten Runde ausschied. Im Doppel schaffte er es einmal mit 1922 Georges Watson ins Wimbledon-Viertelfinale. Außerdem tat er sich 1923 für eine Ausgabe der Mixed-Konkurrenz mit der Ausnahmespieler Suzanne Lenglen zusammen. Sie schieden im Halbfinale gegen die Turniersieger Randolph Lycett und Elizabeth Ryan aus. 
Washer nahm 1920 in Antwerpen und 1924 in Paris am Tenniswettbewerb der Olympischen Sommerspiele teil. Im Einzel unterlag er 1920 im Achtelfinale dem Südafrikaner Charles Winslow. Im Doppel überstand Washer mit Albert Lammens nur die erste Runde. 1924 kam er nur im Einzel nochmal über die erste Runde hinaus und verlor im Achtelfinale.
Washer spielte zwischen 1921 und 1927 in acht Begegnungen für die belgische Davis-Cup-Mannschaft, für die er 14 von 24 Matches gewann. Zwischen 1919 und 1927 gewann er achtmal hintereinander die belgischen Meisterschaften im Tennis.
Im Jahr 1923 wurde Washer von A. Wallis Myers vom Daily Telegraph auf Platz 9 der Welt gesetzt. Zeitgenössische Berichte beschrieben ihn als „gewissenhaften Spieler“ mit „solider, robuster“ Spielweise und einer „sehr guten Vorhand“. Bill Tilden schrieb über ihn:

“Washer is a fine orthodox tennis player. His service is a well placed twist delivery of medium pace. He has a terrific forehand drive that gains in effectiveness owing to the fact he is a left-hander. Like so many players with a pronounced strength, he covers up an equally pronounced weakness by using the strength. Washer has a very feeble backhand for so fine a player. He pokes his backhand when he is unable to run around it.
His overhead is strong, speedy and reliable. His volleying lacks punch and steadiness. He has had little tournament experience and shows promise of great improvement if given the opportunity.”

„Washer ist ein solider, klassischer Tennisspieler. Sein Aufschlag ist ein gut platzierter Twist-Aufschlag mittlerer Geschwindigkeit. Seine Vorhand ist äußerst kraftvoll und gewinnt zusätzlich an Wirkung, da er Linkshänder ist. Wie viele Spieler mit einer ausgeprägten Stärke kaschiert er damit zugleich eine ebenso ausgeprägte Schwäche.
Seine Rückhand ist für einen Spieler seines Kalibers erstaunlich schwach. Wenn er nicht mehr in der Lage ist, umlaufen zu können, spielt er seine Rückhand nur noch zaghaft.
Sein Überkopfspiel ist kraftvoll, schnell und zuverlässig. Seine Volleys hingegen sind wenig durchschlagskräftig und nicht sehr konstant. Washer hat bislang nur wenig Turniererfahrung, zeigt jedoch großes Potenzial, sich bei entsprechender Förderung deutlich zu verbessern.“

Washers letzte Turnierteilnahme datiert auf das Jahr 1928.

## Leben
Jean Washer entstammte einer wohlhabenden Brüsseler Textilunternehmerfamilie. Er soll im Ersten Weltkrieg gedient haben und den Rang eines Oberleutnant erlangt haben. 1920 heiratete Washer Simone van der Straeten, die Enkelin von Ernest Solvay, dem Begründer des Chemiekonzerns Solvay. Damit verbanden sich zwei einflussreiche belgische Industriellenfamilien. Das Paar hatte vier Söhne. Philippe Washer setzte die Tennis-Tradition seines Vaters fort und wurde in den 1950er Jahren selbst ein erfolgreicher Davis-Cup-Spieler für Belgien. Die Söhne Édouard und Paul wurden Geschäftsmänner. Der vierte Sohn Jacques handelte mit Antiquitäten und starb 1979 beim Flugzeugabsturz des Swissair-Flugs 316.
Nach dem Zweiten Weltkrieg zog Jean Washer nach Genf, in der Schweiz, wo er auch seinen Sohn trainierte.

## Erfolge (Auswahl)
| Legende (Anzahl der Siege) |
| Grand Slam                 |
| Weltmeisterschaften        |
| Olympische Spiele          |
| Sonstige Turniere          |

### Einzel

#### Finalteilnahmen
| Nr. | Jahr         | Turnier                           | Belag | Finalgegner   | Endergebnis             |
| --- | ------------ | --------------------------------- | ----- | ------------- | ----------------------- |
| 1.  | 5. Juni 1921 | Hartplatz-Weltmeisterschaften (1) | Sand  | Bill Tilden   | 3:6, 3:6, 3:6           |
| 2.  | 27. Mai 1923 | Hartplatz-Weltmeisterschaften (2) | Sand  | Bill Johnston | 6:4, 2:6, 2:6, 6:4, 3:6 |